# Que Sera, Sera (Whatever Will Be, Will Be)
Que Sera, Sera (Whatever Will Be, Will Be) – utwór autorstwa Jaya Livingstona i Raya Evansa opublikowany w 1956 roku. Piosenka została po raz pierwszy wykonana przez Doris Day w filmie Alfreda Hitchcocka Człowiek, który wiedział za dużo (1956).
Utwór składa się z trzech zwrotek, a każda z nich przedstawia kolejne etapy życia narratora począwszy od dzieciństwa, przez pierwsze zakochanie, a kończąc na dorosłości, gdzie narrator sam jest rodzicem.
Piosenka „Que Sera, Sera (Whatever Will Be, Will Be)” została wydana jako singel na 7-calowym winylu przez Columbia Records i trafiła na drugie miejsce notowania Billboard Hot 100  oraz pierwsze miejsce brytyjskiej listy UK Singles Chart. W 1957 roku utwór został nagrodzony Oscarem za najlepszą piosenkę oryginalną. Była to trzecia nagroda w tej kategorii dla Livingstona i Evansa, którzy wygrywali już w latach 1948 i 1950. W 2004 roku American Film Institute umieścił piosenkę na 48. miejscu listy 100 najlepszych piosenek w amerykańskich filmach.
Singel przyczynił się do popularyzacji zwrotu „que sera, sera” symbolizującego w języku angielskim „wesoły fatalizm”, chociaż jego użycie było już zanotowane w XVI wieku. Wbrew powszechnemu przekonaniu, zwrot ten nie ma swoich korzeni w języku hiszpańskim i jest niegramatyczny w tym języku .
„Que Sera Sera” doczekało się wielu interpretacji na całym świecie. W Polsce utwór po raz pierwszy został wykonany w 1958 roku przez Barbarę Muszyńską, a autorem polskich słów był Sławomir Szof. Swoją wersję utworu z własnym tekstem wykonał również Mieczysław Fogg.